# Armando Monasterio
Armando Monasterio (Mercato San Severino, 30 agosto 1909 – Roma, 4 marzo 1992) è stato un politico, partigiano e sindacalista italiano.

## Biografia
Fu allievo del corso 1924-27 del Collegio Militare della Nunziatella di Napoli.
Nel 1931, aderisce al Partito comunista, clandestino in Puglia, regione di origine della madre, che, dopo la morte precoce del padre avvenuta nel 1924, era rientrata nel paese di nascita.
A Genova il giovane Monasterio si laureò in economia e, tornato a Latiano, dove i suoi abitavano, aveva trovato impiego come dirigente dell'Ufficio statistica della Camera di Commercio di Brindisi.
Dopo tre anni di lavoro, l'attività clandestina di Monasterio fu scoperta dalla polizia. Arrestato nel 1937 e finito davanti al Tribunale speciale, Monasterio fu inviato al confino prima alle isole Tremiti, poi nel paese di Fuscaldo, in Calabria. Scontata la pena si trasferì in Toscana dove risiedevano la madre, il fratello e la sorella; qui, per non dover giurare fedeltà al fascismo come dipendente di un ufficio pubblico, nel 1943, conseguì all'Università di Pisa la laurea in farmacia. Proprio sul finire di quell'anno dedicò tutto il suo impegno ad organizzare la Resistenza nel Pisano col nome di battaglia "Sergio", rappresentando il PCdI in quel CLN provinciale.
Alla Liberazione, tornato in Puglia, Monasterio riprese il suo lavoro alla Camera di Commercio e l'attività politica non più clandestina. Segretario della Federazione comunista di Brindisi dal 1948 al 1952, membro della Segreteria regionale comunista, componente della Giunta provinciale amministrativa, Sindaco di Latiano nel 1951, Armando Monasterio dal 1953 fu tra i dirigenti del Movimento contadino unitario, promotore e segretario dell'Associazione nazionale dei contadini assegnatari e membro del Direttivo dell'Alleanza Nazionale Contadini.
Eletto nel 1958 per la circoscrizione di Lecce deputato alla Camera, ha fatto parte della commissione Finanze e Tesoro. Rieletto nella stessa circoscrizione nel 1963, è passato alla commissione Igiene e Sanità; conclude il proprio mandato parlamentare nel 1972.
Scomparso a Roma, viene sepolto nel cimitero di Latiano, suo paese di adozione.
Su di lui è stato pubblicato a Lecce, nel 1992, il libro intitolato “In ricordo di Armando Monasterio”.